# 段羽鳞
段羽鳞（？—？），一名驎，又称忽跋邻，中國十六國時期段部鮮卑的单于，段涉复辰的堂兄弟，段匹磾和段末波的堂叔。
大兴元年（318年），段部单于段就六眷去世，段就六眷的弟弟段匹磾和刘琨的世子刘群前去奔丧。段就六眷的儿子此时年纪不大，段匹磾打算夺取政权，但自以为欺凌国家居心叵测的行为不会被宗族亲属所容忍，就暗藏兵器图谋作乱，计划杀死堂叔段羽鳞和堂弟段末波。段匹磾的亲信向段羽鳞和段末波告发了段匹磾的预谋，段羽鳞和段末波就派兵马阻拦段匹磾，段匹磾全军覆没，只身逃走。随后段末波杀死段部单于段涉复辰，立段羽鳞为单于。段匹磾逃到幽州，杀死刘琨，与段羽鳞、段末波互相征伐，段部部众纷纷逃离。